# Raymond Acquaviva
Pour les articles homonymes, voir Acquaviva.
 (février 2013).
Si vous disposez d'ouvrages ou d'articles de référence ou si vous connaissez des sites web de qualité traitant du thème abordé ici, merci de compléter l'article en donnant les références utiles à sa vérifiabilité et en les liant à la section « Notes et références ».
Raymond Acquaviva est un acteur et metteur en scène français né à Bonifacio (Corse) le 1er janvier 1946.

## Biographie
Menant de pair les études de médecine et le conservatoire de Marseille, il opte pour le théâtre et monte à Paris pour suivre les cours de Jean Périmony. Puis sans avoir fait le Conservatoire National, il entre en 1973 à la Comédie-Française où il débute dans L'École des femmes de Molière aux côtés d'Isabelle Adjani. Il y interprète plus de trente-cinq rôles dans des pièces de répertoire sous la direction de Jean-Paul Roussillon, Franco Zeffirelli ou Marcel Maréchal. Il quitte l'institution en 1986 pour jouer La Guérison américaine avec Laurent Terzieff, puis il arpente les scènes en jouant Alexandre Dumas, Nathalie Sarraute dans Pour un oui ou pour un non ou Marcel Aymé Les Maxibulles, Les Quatre Vérités, Orgon du Tartuffe, ou plus récemment un grand boulevard avec Panique au ministère avec Amanda Lear.
L'acteur s'initie parallèlement à la mise en scène dès 1984 en montant Le Café de Goldoni au Festival d'Avignon, puis une quarantaine de mises en scène se succèdent dont Les Parents terribles  de Cocteau, Hedda Gabler d'Ibsen, Croque-monsieur, Le Bourgeois gentilhomme, Les Femmes savantes, Tartuffe, La Double Inconstance, Britannicus, Roméo et Juliette, Le Songe d'une nuit d'été, Lysistrata.
De 1981 à 1997, il est aussi professeur d'art dramatique au Cours Florent, puis de 1996 à 1998 au conservatoire supérieur de la ville de Paris. Il crée enfin sa propre école en octobre 1999 dans le 18e arrondissement de Paris au Sudden Théâtre, dont il prend la direction. Ce théâtre est devenu depuis 2012 le théâtre des Béliers parisiens dirigé par Arthur Jugnot. Ses années de professorat lui ont permis de former de nombreux acteurs et actrices dont Philippe Lelièvre,  Aurélie Vaneck, Maruschka Detmers, Vincent Elbaz, Yvan Attal, Sandrine Kiberlain, Elsa Zylberstein, Manuel Blanc, Isabelle Carré, Sylvie Testud, Anne Roumanoff, Anne Brochet, Denis Podalydès, Audrey Tautou, Olivier Martinez, Léa Drucker, Guillaume Gallienne, Laurent Lafitte, Gilles Lellouche, Laura Smet, Mélanie Doutey, Mélanie Thierry, entre autres. Cinquante quatre de ses élèves sont entrés au Conservatoire national d'art dramatique, d'autres sont devenus sociétaires de la Comédie-Française. Son école participe au festival des arts vivants que Raymond Acquaviva a créé à Bonifacio.
Fort de ces expériences, et désormais à la tête de la Compagnie Acquaviva, fondée en 2008, c’est tout naturellement qu’il propose pour les saisons à venir à Paris, mais aussi en province, des spectacles dont il signe la mise en scène.
Également actif dans le monde du doublage, il est notamment la voix française de Rowan Atkinson dans la série Johnny English.

## Théâtre

### Comédien

#### Années 1970
- 1970 : La Dispute de Marivaux, mise en scène Yves Gasc, théâtre du vieux Colombier
- 1971 : L'Homme qui rit de Victor Hugo, mise en scène Yves Gasc, théâtre de Boulogne-Billancourt
- 1972 : L'Étourdi de Molière, mise en scène Jean-Louis Thamin, théâtre national de Strasbourg
- 1972 : Le Bourgeois gentilhomme de Molière, mise en scène Jean-Louis Barrault, Comédie-Française
- 1973 : L'École des femmes de Molière, mise en scène Jean-Paul Roussillon, Comédie-Française
- 1973 : L'Avare de Molière, mise en scène Jean-Paul Roussillon, Comédie-Française
- 1973 : Les Femmes savantes de Molière, mise en scène Jean Piat, Comédie-Française
- 1973 : Tartuffe de Molière, mise en scène Jacques Charon, Comédie-Française
- 1973 : George Dandin ou le Mari confondu de Molière, mise en scène Jean-Paul Roussillon, Comédie-Française
- 1973 : Athalie de Racine, mise en scène Maurice Escande, Comédie-Française
- 1973 : Le Malade imaginaire de Molière, mise en scène Jean-Laurent Cochet, Comédie-Française
- 1973 : La Station Champbaudet d'Eugène Labiche, Marc-Michel, mise en scène Jean-Laurent Cochet, Comédie-Française
- 1973 : Dom Juan ou le Festin de pierre de Molière, mise en scène Antoine Bourseiller, Comédie-Française
- 1974 : Le Bourgeois gentilhomme de Molière, mise en scène Jean-Louis Barrault, Comédie-Française
- 1974 : Hernani de Victor Hugo, mise en scène Robert Hossein, Comédie-Française
- 1974 : L'Impromptu de Marigny de Jean Poiret, mise en scène Jacques Charon, Comédie-Française au théâtre Marigny
- 1975 : La Célestine de Fernando de Rojas, mise en scène Marcel Maréchal, Comédie-Française au théâtre Marigny
- 1975 : L'Île de la raison de Marivaux, mise en scène Jean-Louis Thamin, Comédie-Française au théâtre Marigny
- 1975 : L'Avare de Molière, mise en scène Jean-Paul Roussillon, Comédie-Française
- 1975 : Horace de Corneille, mise en scène Jean-Pierre Miquel, Comédie-Française
- 1975 : Hommage à François Mauriac, Comédie-Française
- 1976 : Le Verre d'eau ou Les Effets et les causes d'Eugène Scribe, mise en scène Raymond Rouleau, Comédie-Française
- 1976 : Lorenzaccio d'Alfred de Musset, mise en scène Franco Zeffirelli, Comédie-Française
- 1977 : En plein cœur (soirée littéraire), Comédie-Française
- 1977 : Paralchimie de Robert Pinget, mise en scène Yves Gasc, Comédie-Française au Petit Odéon
- 1977 : Le Malade imaginaire de Molière, mise en scène Jean-Laurent Cochet, Comédie-Française
- 1977 : Lorenzaccio d'Alfred de Musset, mise en scène Franco Zeffirelli, Comédie-Française
- 1978 : Six personnages en quête d'auteur de Luigi Pirandello, mise en scène Antoine Bourseiller, Comédie-Française

#### Années 1980
- 1980 : Simul et singulis, Soirée littéraire consacrée au Tricentenaire de la Comédie-Française, mise en scène Jacques Destoop, Comédie-Française
- 1981 : La Dame de chez Maxim de Georges Feydeau, mise en scène Jean-Paul Roussillon, Comédie-Française
- 1983 : Marie Stuart de Friedrich von Schiller, mise en scène Bernard Sobel, Comédie-Française Festival d'Avignon, théâtre de Gennevilliers
- 1985 : Les Corbeaux d'Henry Becque, mise en scène Jean-Pierre Vincent, Comédie-Française Salle Richelieu
- 1986 : Le Plaisir de rompre de Jules Renard, mise en scène Yves Gasc, Comédie-Française Salle Richelieu
- 1984 : La Guérison américaine de James Saunders, mise en scène Laurent Terzieff, théâtre du Lucernaire
- 1987 : La Dame de Monsoreau d'Alexandre Dumas, avec Georges Descrières
- 1988 : Pour un oui ou pour un non de Nathalie Sarraute, mise en scène Jean-Jacques Dulon, Lucernaire

#### Années 1990
- 1990 : Les Maxibules de Marcel Aymé, mise en scène Gérard Savoisien, théâtre Édouard VII
- 1991 : Décibel de Julien Vartet, mise en scène Gérard Savoisien, théâtre Édouard VII
- 1993 : Le Mariage de Barillon de Georges Feydeau, mise en scène Philippe Rondest
- 1994 : Décibel de Julien Vartet, mise en scène Gérard Savoisien, théâtre Édouard VII
- 1999 : Les Trente Millions de Gladiator d'Eugène Labiche, mise en scène Jean-Luc Revol, théâtre de la Madeleine, théâtre La Criée

#### Années 2000
- 2002 : Tartuffe de Molière, mise en scène Jean-Luc Revol
- 2004 : Café noir de Agatha Christie, mise en scène Michel Fagadau, Comédie des Champs-Élysées
- 2004 : Pawana de J. M. G. Le Clézio, mise en scène Dora Petrova, Espace Cardin
- 2006 : D'Amour et D'offenbach d'Arthur Schnitzler, mise en scène Jean-Luc Revol, théâtre 14 Jean-Marie Serreau
- 2008 : Les Quatre Vérités de Marcel Aymé, mise en scène Raymond Acquaviva, théâtre Tête d'Or
- 2009 : Panique au ministère de Jean Franco et Guillaume Mélanie, mise en scène Raymond Acquaviva, théâtre de la Porte-Saint-Martin, théâtre de la Renaissance

#### Années 2010
- 2010 : Panique au ministère de Jean Franco et Guillaume Mélanie, mise en scène Raymond Acquaviva, théâtre des Nouveautés
- 2010 : Panique au ministère de Jean Franco et Guillaume Mélanie, mise en scène Raymond Acquaviva, théâtre de la Porte-Saint-Martin
- 2013 : La Véritable Histoire de Maria Callas de Jean-Yves Rogale, mise en scène Raymond Acquaviva, théâtre Déjazet
- 2014 : Fratricide de Dominique Warluzel, mise en scène Delphine de Malherbe, tournée
- 2015 : Hibernatus de Jean Bernard-Luc, mise en scène Steve Suissa, théâtre de la Michodière
- 2015 : Le Gai mariage de Michel Munz et Gérard Bitton, mise en scène Raymond Acquaviva, Casino de Paris
- 2016 : La Candidate de Jean Franco et Guillaume Mélanie, mise en scène Raymond Acquaviva, Théâtre de la Michodière

### Metteur en scène
- 1984 : Le Café de Carlo Goldoni, avec Raymond Gérôme, théâtre de Boulogne-Billancourt
- 1986 : La Clairon d'Edwige Feuillère, avec Edwige Feuillère, théâtre du Palais-Royal
- 1987 : Un cœur comme les autres  de Larry Kramer, Espace Cardin
- 1988 : Femmes, avec Muriel Robin, Annie Girardot, Catherine Rich, théâtre du Palais-Royal
- 1988 : Hors limite de Philippe Malignon, théâtre Fontaine
- 1988 : Le Clou aux maris d'Eugène Labiche
- 1990 : Premières armes de Neil Simon, Comédie-Caumartin
- 1991 : Zizanie de Julien Vartet, théâtre de la Potinière
- 1992 : Les Parents terribles de Jean Cocteau avec Daniel Gélin et Danièle Delorme
- 1993 : La Frousse de Julien Vartet, théâtre Édouard VII
- 1993 : Guerres montage de textes divers
- 1994 : Croque-monsieur de Marcel Mithois, avec Marthe Villalonga, théâtre Daunou
- 1995 : Rendez-vous de Neil Simon, théâtre de la Renaissance
- 1995 : Le Saut du lit de Ray Cooney et John Chapman
- 1996 : Folle Amanda de Pierre Barillet et Jean-Pierre Grédy, avec Nicole Croisille
- 1996 : Le Vison voyageur de Ray Cooney, avec Roger Pierre et Jean-Marc Thibault
- 1997 : Transfert de Nora Coste, Guichet Montparnasse
- 1997 : Ce que femme veut de Julien Vartet, théâtre des Mathurins
- 1998 : Cellule 118 de Alphonse Boudard, Petit Hébertot
- 1998 : Apprends-moi Céline de Maria Pacôme, avec Leslie Caron, tournée française
- 1999 : Hedda Gabler de Henrik Ibsen, théâtre de Paris
- 1999 : Coup de soleil de Marcel Mithois, avec Nicole Croisille, théâtre des Bouffes-Parisiens
- 2000 : Aux larmes citoyens montage sur les deux grandes guerres, Sudden Théâtre
- 2004 : Entrez sans frapper de Jacques Collard, théâtre Tête d'Or
- 2005 : Le Bourgeois gentilhomme de Molière, Sudden Théâtre
- 2006 : Les Femmes savantes de Molière, Sudden Théâtre
- 2007 : La Double Inconstance de Marivaux, Sudden Théâtre
- 2007 : Le Songe d'une nuit d'été de William Shakespeare, Sudden Théâtre
- 2008 : Tartuffe de Molière, Sudden théâtre
- 2008 : Britannicus de Racine Sudden Théâtre
- 2008 : Les Quatre Vérités de Marcel Aymé, théâtre Tête d'Or
- 2009 : Panique au ministère de Jean Franco et Guillaume Mélanie, théâtre de la Porte-Saint-Martin
- 2011 : Lysistrata d'Aristophane, Sudden Théâtre
- 2011 : Roméo et Juliette de William Shakespeare, Sudden Théâtre
- 2013 : La Véritable Histoire de Maria Callas, théâtre Déjazet
- 2013-2014 : À qui sait attendre de Bruno Druart, tournée
- 2014 :  On purge bébé, Mais n'te promène donc pas toute nue, Hortense a dit: je m'en fous, Feu la mère de Madame de Georges Feydeau au Théâtre des Béliers et Festival Avignon OFF 2015
- 2014 : C'est Courtelinesque de Georges Courteline au théâtre des Béliers avec la compagnie Raymond Acquaviva
- 2015 : Le Gai mariage de Michel Munz et Gérard Bitton, Casino de Paris
- 2015 : L'Hôtel du libre échange de Georges Feydeau pour France 2 avec les animateurs de la chaine
- 2016 : Panique au ministère 2 La candidate de Jean Franco et Guillaume Mélanie au théâtre de la Michodière
- 2016 : Sœurs (malgré tout)  d'Armelle Jover au Théâtre Tête d'Or - Lyon
- 2016 : Un chapeau de paille d'Italie d'Eugène Labiche, Théâtre André Malraux, France 2
- 2017 : Le Misanthrope de Molière, Théâtre des Béliers parisiens
- 2018 : Libre ou presque de Jean Franco et Guillaume Melani au Palais des glaces.
- 2018 : La Double inconstance de Marivaux au Théâtre des Béliers parisiens
- 2019 : 22 novembre 63 de Jean Franco au Théâtre des Béliers parisiens
- 2019 : La Victoire en chantant montage de textes et chansons sur les deux guerres au Théâtre 13
- 2021 :  Angelo tyran de Padoue de Victor Hugo Théâtre des béliers Parisiens
- 2022 :  Cabaret Courteline montage pièces de Georges Courteline et de chansons grivoises Théâtre des béliers Parisiens
- 2024 : L'Argent de la vieille de Rodolfo Sonego, Théâtre Libre

## Filmographie

### Cinéma
- 2004 : L'Enquête corse d'Alain Berberian
- 2008 : Ensemble c'est tout de Claude Berri
- 2020 : Seize printemps de Suzanne Lindon

### Télévision
- 1970 : La Menace de Jean de Nesle
- 1976 : Messieurs les galopins de Pierre Cardinal
- 1975 : Au théâtre ce soir : Chat en poche de Georges Feydeau, mise en scène Jean-Laurent Cochet, réalisation Pierre Sabbagh, Théâtre Édouard VII
- 1977 : Lorenzaccio, réalisation Franco Zeffirelli, (Comédie-Française)
- 1977 : Le Chandelier, réalisation Claude Santelli
- 1978 : Joséphine ou la Comédie des ambitions, réalisation Robert Mazoyer
- 1979 : Le Triomphe de l'amour de Marivaux, réalisation Édouard Logereau, (Comédie-Française)
- 1980 : Commissaire Moulin : La Surprise du chef de Jacques Trébouta
- 1981 : L'Atterrissage d'Éric Le Hung
- 1985 : Guérison Américaine de Stéphane Bertin
- 1992 : Ne m'appelez jamais petite de Jean Becker
- 1992 : Décibel de Philippe Ducrest
- 1996 : Imogène (1 épisode, Imogène contre-espionne) de Paul Vecchiali
- 2002 : Une famille formidable de Joël Santoni
- 2002 : Les Enragés (télévision) d'Olivier Chavarot
- 2003 : La Crim' de Dominique Guillo
- 2004 : Julie, chevalier de Maupin de Charlotte Brandström
- 2005 : Le Procès de Bobigny de François Luciani
- 2006 : Mafiosa, le clan de Louis Choquette
- 2010 : Manon Lescaut de Gabriel Aghion
- 2011 : Pour Djamila de Caroline Huppert
- 2020 : Un mauvais garçon de Xavier Durringer

## Doublage

### Films
- Rowan Atkinson dans : 
  - Johnny English (2003) : Johnny English
  - Love Actually (2003) : le vendeur
  - Johnny English, le retour (2011) : Johnny English
  - Johnny English contre-attaque (2018) : Johnny English

- 1978 : La Petite : le photographe Bellocq (Keith Carradine)
- 2000 : Peines d'amour perdues : Baron (Kenneth Branagh)
- 2001 : Gosford Park : Morris Weissman (Bob Balaban)
- 2003 : Gangs of New York : Monk McGinn (Brendan Gleeson)
- 2004 : Troie : Archeptolemus (Nigel Terry)

### Films d'animation
- 1999[4] : Mes voisins les Yamada : Takashi
- 2012 : Les Mondes de Ralph : voix additionnelles

### Téléfilms
- 2014 : The Normal Heart : ? ( ? )

## Distinctions
- Chevalier de l'ordre des Arts et des Lettres